# Plompzakken
Plompzakken is een vorm van geslachtsgemeenschap, waarbij een man niet alleen zijn penis, maar ook zijn scrotum inbrengt in ofwel de vagina van een vrouw, ofwel de anus van een man of een vrouw.

## Bestaan
Vaak wordt gedacht dat het verschijnsel niet bestaat, echter het bewijs werd onomstreden geleverd in het programma Spuiten en Slikken van de omroep BNN. In een scène die too hot for tv is (en dus enkel op de site van BNN te zien was) wordt het door een stel gedemonstreerd.
Het woord plompzakken is ontstaan uit het franse plomber du sac (verzegelen van de zak, in dit geval dus de balzak).
Het woord plompzakken wordt al sinds de jaren 70 gebruikt: het wordt in deze betekenis genoemd in het Bargoens woordenboek. Kleine woordenschat van de volkstaal van Enno Endt (Amsterdam 1972). Sporadisch spreekt men weleens van 'Chinees neuken' in de veronderstelling dat plompzakken een van de seksuele technieken van de oude Chinezen was. Het zou een seksuele techniek zijn die al sinds de middeleeuwen beoefend wordt.

## Uitvoering
Bij deze vorm van geslachtsgemeenschap zou volgens de overlevering gebruikgemaakt worden van een riem, die zeer strak wordt aangesnoerd om het middel van de vrouw om er zo voor te zorgen dat de vagina maximaal openstaat, maar er is geen enkele aanwijzing dat de vrouwelijke anatomie op deze manier werkt. Een gevaar van plompzakken zou zijn dat er een vacuüm kan worden getrokken. De man zou daardoor vastraken in de vrouw, met gevaar voor afsluiting van de bloedtoevoer. Deze beweringen zijn echter nooit wetenschappelijk onderbouwd.